# Elisabetta da Varano
Elisabetta da Varano (Camerino, XIV secolo – 1405) è stata una nobile italiana.
Era figlia di Rodolfo II Da Varano, condottiero e signore di Camerino, e di Camilla Chiavelli.

## Discendenza
Sposò nel 1383 Malatesta IV Malatesta, signore di Rimini,  Pesaro e Fossombrone. Da questa unione nacquero sette figli:
- Galeazzo (n. 1385 - m. 1452);
- Carlo (n. 1390 ca. - m. 1438);
- Taddea (n. ? - m. 1427);
- Pandolfo (n. 1390 ca. - m. 1441);
- Galeotto (n. 1398 - m. 1414);
- Paola (n.1393 - m. 1449), moglie di Gianfrancesco Gonzaga, I marchese di Mantova;
- Cleofe (m. 1433).